# Huawei Nova 7
Huawei Nova 7 та Huawei Nova 7 Pro (стилізовано як HUAWEI nova 7 та HUAWEI nova 7 Pro) — смартфони середнього рівня, розроблені компанією Huawei, що входять у серію Nova. Були представлені 23 квітня 2020 року разом з Huawei Nova 7 SE.

## Дизайн
Задня панель та екран виконані зі скла. Бокова частина виконана з алюмінію.
Знизу розміщені роз'єм USB-C, динамік, мікрофон та слот під 2 SIM-картки. Зверху розташований другий мікрофон та ІЧ-порт у Nova 7. З правого боку розміщені кнопки регулювання гучності та кнопка блокування смартфона.
Huawei Nova 7 продавався в 5 кольорах: чорному, сріблястому (Space Silver), фіолетовому (Midsummer Purple), червоному та зеленому.
Huawei Nova 7 Pro продавався в 5 кольорах: чорному, синьому, фіолетовому, червоному та зеленому.

## Технічні характеристики

### Платформа
Смартфони отримали процесор Kirin 985 та графічний процесор Mali-G77.

### Батарея
Батарея отримала об'єм 4000 мА·год та підтримку 40-ватної швидкої зарядки і зворотної зарядки на 5 Вт.

### Камери
Nova 7 отримав основну квадрокамеру 64 Мп, f/1.8 (ширококутний) з фазовим автофокусом + 8 Мп, f/2.4 (телеоб'єктив) з фазовим автофокусом, 3x оптичним, 5x гібридним та 20x цифровим зумом + 8 Мп, f/2.4 (ультраширококутний) + 2 Мп, f/2.4 (макро). Фронтальна камера отримала роздільність 32 Мп, світлосилу f/2.0 (ширококутний).
Nova 7 Pro отримав основну квадрокамеру 64 Мп, f/1.8 (ширококутний) з фазовим автофокусом + 8 Мп, f/3.4 (перископічний телеоб'єктив) з оптичною стабілізацією, фазовим автофокусом, 5x оптичним, 10x гібридним та 50x цифровим зумом + 8 Мп, f/2.4 (ультраширококутний) + 2 Мп, f/2.4 (макро). Також смартфон отримав подвійну фронтальну камеру 32 Мп, f/2.2 (ширококутний) з фазовим автофокусом + 8 Мп, f/2.2 (ультраширококутний).
Основна і фронтальна камери обох моделей вміють записувати відео в роздільній здатсності 4K@30fps.

### Екран
Nova 7 отримав OLED-екран, 6.53", FullHD+ (2340 × 1080) зі щільністю пікселів 403 ppi, співвідношенням сторін 20:9 та круглим вирізом під фронтальну камеру, що розміщений у верхньому лівому кутку.
Nova 7 Pro отримав загнутий OLED-екран, 6.57", 2400 × 1080 FullHD+ зі щільністю пікселів 392 ppi, співвідношенням сторін 19.5:9 та овальним вирізом під подвійну фронтальну камеру, що розміщений у верхньому лівому кутку.
Обидві моделі отримали вбудований в дисплей сканер відбитків пальців.

### Пам'ять
Смартфони продаються в комплектаціях 6/128 та 8/256 ГБ.

### Програмне забезпечення
Смартфони були випущені на EMUI 10 на базі Android 10. На смартонах відсутні Google Play сервіси, тож для встановлення додатків використовується магазин додатків Huawei AppGallery.
Глобальна версія Nova 7 була оновлена до EMUI 13 на базі Android 12, а китайська версія та Nova 7 Pro — до HarmonyOS 4.0.